# Ronald G. J. Fraser
Ronald George Juta Fraser (* 11. März 1899 in Strathpeffer; † 8. September 1985 in Neuseeland) war ein britischer Physiker.

## Leben
Fraser diente im Ersten Weltkrieg bei den Gordon Highlanders und dem Royal Flying Corps. Er wurde 1926 an der University of Aberdeen in Physik promoviert (Some aspects of the theory of space quantisation in a magnetic field). Fraser war ein Spezialist für Molekularstrahlen, worüber er 1931 ein Buch veröffentlichte. In den 1920er Jahren war er Post-Doktorand bei Otto Stern in Hamburg, dem Pionier der Molekularstrahlmethode, und traf dort auch Isidor Isaac Rabi. Er forschte in den 1930er Jahren bei Imperial Chemical Industries und in Cambridge am Cavendish Laboratory (damals von Ernest Rutherford geleitet). Nach dem Zweiten Weltkrieg war er für die physikalische Forschung in der britischen Besatzungszone zuständig und förderte die Göttinger Physiker. Beispielsweise sah er über das alliierte Verbot von Forschung in angewandter Kernphysik hinweg und ermöglichte es Hans Kopfermann, sein im Krieg bei Siemens begonnenes Betatron fertigzustellen (er sorgte auch dafür, dass es gegen den Willen der Amerikaner aus Erlangen nach Göttingen gebracht wurde). Er förderte die Gründung einer Deutschen Physikalischen Gesellschaft in der Britischen Zone und war maßgeblich an der Neugründung der Physikalisch-Technischen Reichsanstalt in Braunschweig beteiligt (er bot 1946 das Gelände der ehemaligen Deutschen Forschungsanstalt für Luftfahrt an). Zur Herbsttagung der neuen Physikalischen Gesellschaft 1947 in Göttingen lud er ausländische Gäste aus England, Amsterdam und Skandinavien ein. Bald darauf (Ende 1948) wurde er Liaison-Offizier des ICSU zur UNESCO in Paris.
Er war der Erste, der darauf hinwies, dass die Aufspaltung in zwei Strahlen im Stern-Gerlach-Versuch auf den Spin der Elektronen zurückzuführen war (da der Grundzustand zum Beispiel der verwendeten Silberatome Drehimpuls Null hatte). In den ursprünglichen Veröffentlichungen und vor Frasers Aufsatz von 1927 war von Elektronenspin nicht die Rede.
In Den Haag war er eng in die Organisation des Internationalen Geophysikalischen Jahrs 1957 und 1958 involviert. Später war er am Ozeanographischen Institut in Wellington in Neuseeland.
1949 wurde er Ehrenmitglied der Deutschen Physikalischen Gesellschaft.

## Schriften
- Molecular Rays, Cambridge University Press 1931
- Molecular Beams, London 1937 (2. Auflage von Molecular Rays)
- Once Round the Sun: The Story of the International Geophysical Year, 1961
- Planet Earth, London 1961
  - Deutsche Übersetzung: Planet Erde, Bielefeld 1962
- The Habitable Earth, Basic Books 1964
- Understanding the Earth, Penguin 194
- Herausgeber: Oceanography of the South Pacific, 1972